# Zeno van Verona

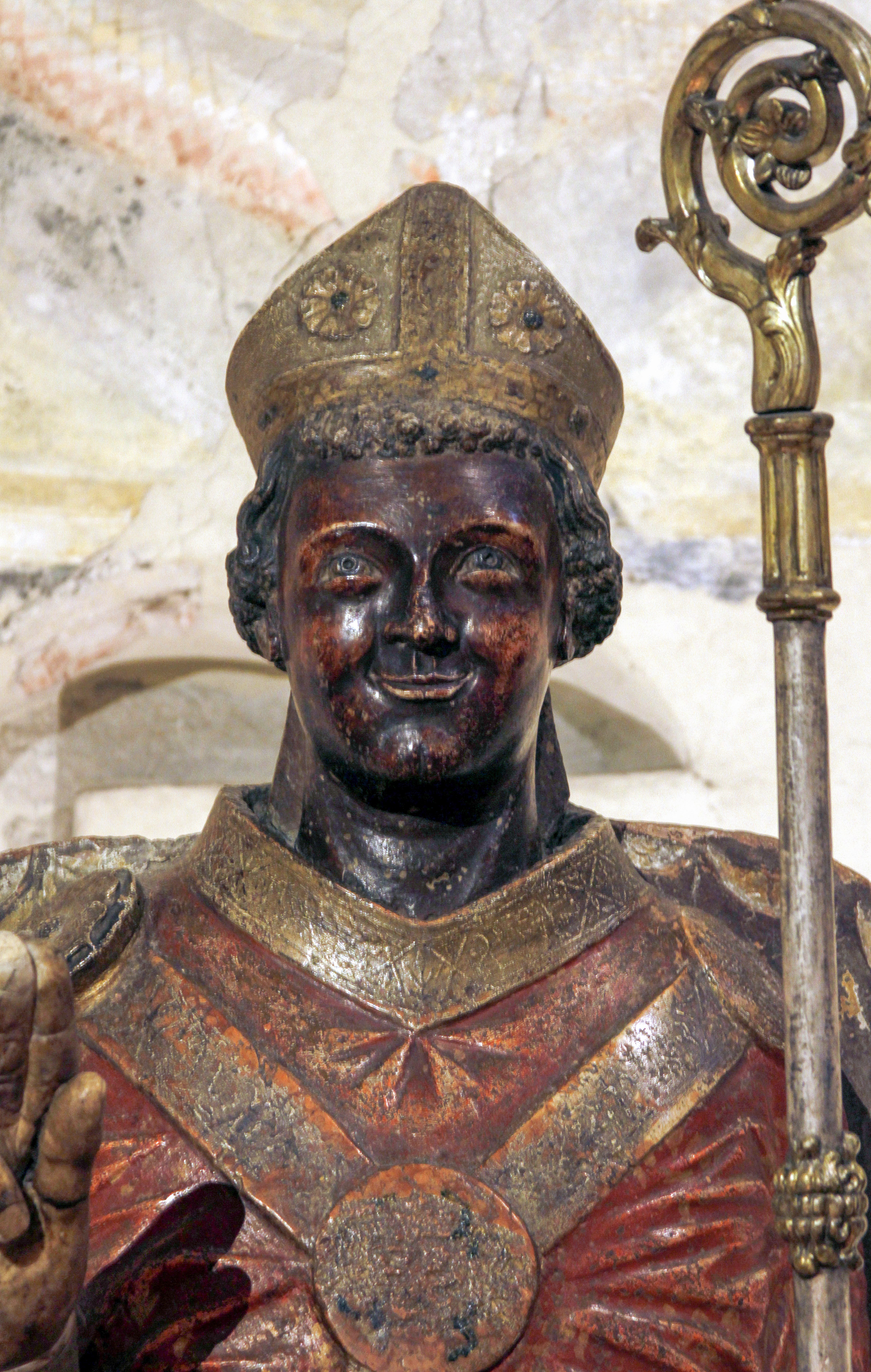
Houten beeld, voorstellende Zeno van Verona, in de basilica di San Zeno te Verona

Zeno van Verona, Italiaans: Zenone da Verona (ong. 300 – 12 april 371 of 372) was een vroege christelijke bisschop van Verona of een martelaar.
Hij was afkomstig van Mauritanië. Hij werd in 362 de achtste bisschop van Verona, Italië.
Hij is een heilige in de Rooms-Katholieke Kerk en wordt herdacht op 12 april.
Bisschop Walter van Verona liet relikwieën van Zeno overbrengen naar zijn thuisstad Ulm (11e eeuw).
- Bibsys: 96001367
- Biblioteca Nacional de España: XX1613257
- Bibliothèque nationale de France: cb12176431w (data)
- Catàleg d'autoritats de noms i títols de Catalunya: 981058515959206706
- Gemeinsame Normdatei: 100964338
- International Standard Name Identifier: 0000 0000 7979 910X
- Library of Congress Control Number: n81025952
- Nationale Bibliotheek van Tsjechië: kup19980000114278
- Nationale bibliotheek van Australië: 35871579
- Nationale Bibliotheek van Israël: 987007270122005171
- Nationale Bibliotheek van Polen: a0000002997660
- Nederlandse Thesaurus van Auteursnamen: 071504559
- Réseau des bibliothèques de Suisse occidentale: 02-A000180950
- Istituto Centrale per il Catalogo Unico: CFIV024738
- LIBRIS: 103589
- SNAC: w68b6v45
- Système universitaire de documentation: 030325676
- Trove: 1124747
- Union List of Artist Names: 500354888
- Virtual International Authority File: 93640414
- WorldCat: E39PBJhH7PXckDGkmYdHBx94bd